# چیناندگا
چیناندگا (به اسپانیایی: Chinandega) یک منطقهٔ مسکونی در نیکاراگوئه است که در دپارتمان چیناندگا واقع شده‌است. چیناندگا ۶۸۷ کیلومتر مربع مساحت و ۱۳۶٬۷۸۸ نفر جمعیت دارد.
شهرهای لورکوزن و آیندهوون خواهرخوانده‌های چیناندگا هستند.